# Rue Maurice-de-La-Sizeranne
La rue Maurice-de-La-Sizeranne est une voie du 7e arrondissement de Paris.

## Situation et accès
La rue Maurice-de-La-Sizeranne est une voie publique située dans le 7e arrondissement de Paris. Elle débute au 1, rue Duroc et se termine au 90, rue de Sèvres.
Ce site est desservi par la station de métro Duroc.

## Origine du nom
Elle porte le nom de Maurice de La Sizeranne (1857-1924), fondateur de l’association Valentin Haüy au service des aveugles et des malvoyants.

## Historique
En 1936, la partie de la rue Masseran comprise entre la rue Duroc et la rue de Sèvres a pris le nom de « rue Maurice-de-la-Sizeranne ».

## Bâtiments remarquables et lieux de mémoire
- No 5 et 11 : arrière de l'Institut national des jeunes aveugles dont l'entrée principale se trouve au 57, boulevard des Invalides.
- No 8 : ensemble scolaire Sainte-Jeanne-Elisabeth (collège et lycée)[1].

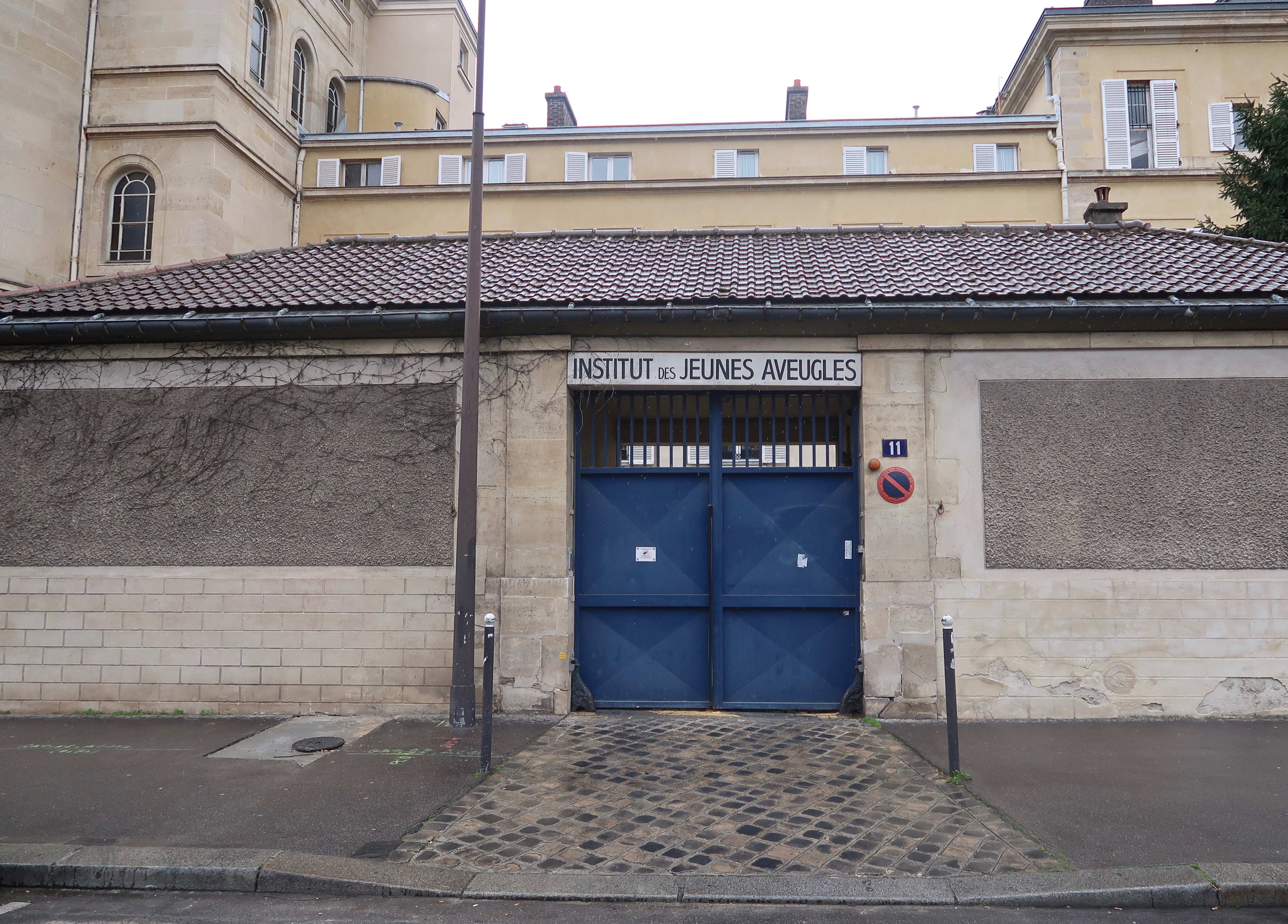
Institut national des jeunes aveugles.
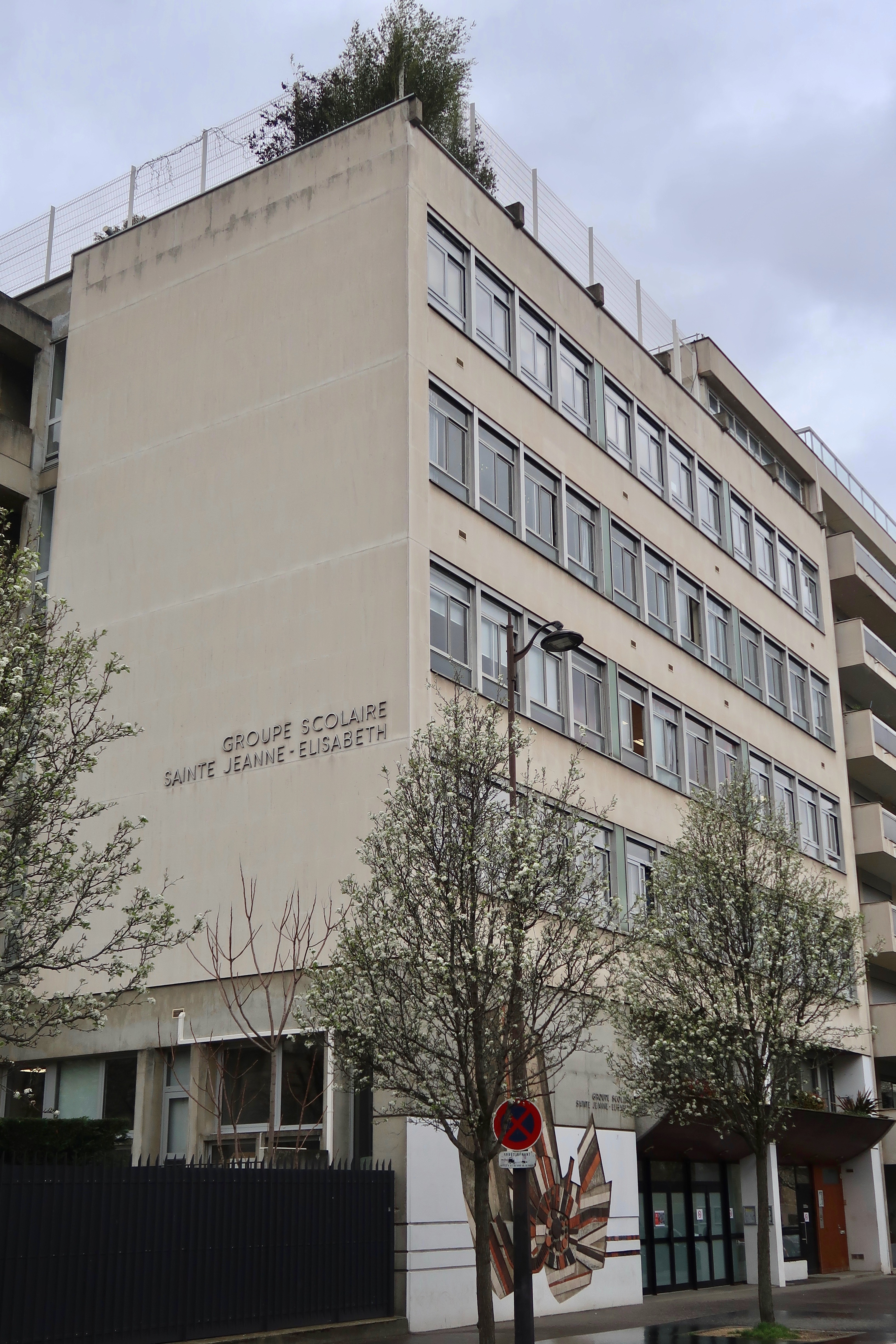
Ensemble scolaire Sainte-Jeanne-Elisabeth.